# Взрыв на рассвете (фильм)
«Взрыв на рассвете» — российский военный фильм 2005 года, снятый по мотивам одноимённой повести Андрея Сербы. Вторая часть дилогии, предшествующего фильма «Неслужебное задание», от которого присутствует только главный герой в исполнении актёра Павла Майкова. Фильм рассказывает о диверсионном рейде разведгруппы с целью обезвреживания на болоте немецкого центрального узла управления подрыва дамбы.

## Сюжет
Действия происходят в наши дни. Десантники во время учений, находясь в болоте на острове, обнаруживают и случайно приводят в действие дистанционное управление минного узла. Неподалёку срабатывают минные заграждения времён войны. На месте сапёры приступают к разминированию. Но они не знают ни плана узла, ни системы его подрыва. Удаётся установить, что минный узел в 1944 году должна была вывести из строя разведгруппа, из которой в живых остался только один из участников той операции — Андрей Иванович Серба. Он показывает на карте пункт управления узла, который находился на острове, а также заминированные участки к нему. Остров был со всех сторон заминирован, и добраться к пункту можно было только тайной тропой, которая выводила к протоке, а дальше по воде на плотах.
Андрей Иванович вспоминает своё задание в далёком 1944 году. Опытного разведчика старшину Сербу командование даёт в помощь разведгруппе лейтенанта Самойлова. На болоте была единственная дорога, ведущая через трясину, и благодаря возведённым дамбам этот путь оставался проходимым даже для тяжёлого транспорта. А в обход был огромный крюк. Немцы, отступая, заминировали часть дамбы, но с подрывом не спешили, выжидая на дороге технику противника. Именно этим путём советскому командованию было выгодно перебросить танковую дивизию. На болоте у немцев находился центральный узел управления подрыва дамбы. Открытые незатопленные участки вокруг узла были заминированы и хорошо охранялись патрулями и снайперами. Диверсионной разведгруппе лейтенанта Самойлова, состоящей из шести человек, ставят задачу: обнаружить и уничтожить немецкий пункт управления подрыва дамбы. Условным знаком успешного выполнения задания были три красные ракеты. В случае провала задания колонна танков пойдёт в обход болота.
Лейтенант принимает решение двигаться вдоль дамб. На болоте старшина Серба обнаруживает свежепостроенные мостки и предполагает, что пульт управления находится на острове у родника, находящегося в центре болота. При подходе к роднику группа натыкается на немецкий патруль. Группа принимает решение идти через болото. Но водой тоже было не пройти. Повсюду находились немцы. Старшина Серба и сержант Матвеев во время проверки берега натыкаются на немцев в окопе и, нейтрализовав патруль, они себя обнаруживают. Немцы начинают преследование группы. Ершов и Кузьмин погибают, уводя за собой немцев вглубь леса, дав возможность отойти остальной группе. Матвеев и Печников принимают решение остаться и задержать немцев для того, чтобы лейтенант и старшина имели возможность оторваться от преследования. Вступив в бой с немцами, Матвеев и Печников погибают, задерживая врага.
Лейтенант Самойлов и старшина Серба отрываются от преследования. Все берега были заминированы, и двигаться можно было только по протоке. Серба находит протоку, которая выводила на остров с родником. Попав на остров, Серба и лейтенант натыкаются на немецкий патруль, находившийся в окопе. Завязывается рукопашный бой, в котором лейтенант Самойлов получает смертельное ранение. Серба на плоту добирается до острова, на котором находилась землянка. Нейтрализовав троих немцев, находившихся в землянке, старшина Серба получает ранение. Серба взрывает землянку вместе с пультом управления.
Находясь на плоту, раненый Серба выстреливает из ракетницы вверх три красных заряда в знак того, что задание выполнено и танки могут идти через болото.

## В ролях
- Павел Майков — старшина Серба
- Кирилл Плетнёв — старший лейтенант Полевой, командир группы
- Александр Суворов — лейтенант Самойлов
- Евгений Пронин — Стрелин, десантник
- Егор Рыбаков — Маслов, десантник
- Юрий Мосейчук — Баланцов, десантник
- Вадим Бурмистров — Рябчук
- Дмитрий Клоков — Котов
- Михаил Семенкин — Власов
- Юрий Гумиров — сержант Матвеев
- Сергей Юрков — Печников
- Николай Данилюк — Кузьмин
- Юрий Лопарёв — Ершов
- Максим Дрозд — полковник, командир десантного полка
- Александр Кольцов — майор
- Вадим Андреев — водитель грузовика
- Никита Тарасов — лейтенант
- Александр Белов — Андрей Иванович Серба

## Съёмочная группа
- Режиссёры-постановщики: Виталий Воробьёв, Иван Криворучко
- Продюсер: Сергей Кучков
- Авторы сценария: Сергей Сергеев, Вера Фёдорова, Сергей Кучков
- Операторы-постановщики: Павел Кулаков, Георгий Блинов
- Композитор: Алексей Карпов
- Художник-постановщик: Владимир Душин
- Звукорежиссёр: Михаил Николаев
- Художник-гримёр: Елена Глазунова
- Художник по костюмам: Марина Пирязева
- Звуковые эффекты: Ольга Рыкова, Дмитрий Васильев, Михаил Жуков, Юрий Елифтерьев

## Дополнительно
Некоторые сцены фильма проходили в болотистой местности возле деревни Увальево Лежневском районе Ивановской области, другие — возле села Оболсуново Тейковского района, а также съёмки проходили в болотах под Одессой.
Фильм посвящён 60-летию Великой Победы!
В Нижегородской области в рамках кинофестиваля «Время. Родина. Кино» ветеранам покажут новый фильм о войне. 
В Ханты-Мансийске на втором окружном фестивале «Киноленты, обожжённые войной» Павел Майков представил фильм «Неслужебное задание-2: Взрыв на рассвете».
В Иркутске в рамках кинофестиваля «Славные сыны отечества» прошёл показ фильм «Взрыв на рассвете».
Фильм был представлен на втором международном кинофестивале военно-патриотических фильмов имени С. Ф. Бондарчука «Волоколамский рубеж».
В рамках празднования 64-летия Великой Победы в Тюмени прошёл показ фильма «Неслужебное задание-2. Взрыв на рассвете».
8 мая 2023 года в Асбестовском городском округе в рамках областного киномарафона «Победный марш» прошёл показ фильма «Неслужебное задание-2: Взрыв на рассвете».